# غاري أرندت
غاري أرندت (بالإنجليزية: Gary Arndt)‏ هو مصور أمريكي، ولد في 1969 في أبلتون في الولايات المتحدة.